# Лангакер, Роналд
Роналд Уэйн Ла́нгакер (англ. Ronald W. Langacker, фонетически более правильный вариант Лэнекер), род. 27 декабря 1942 г., Фон-дю-Лак, Висконсин, США — американский лингвист и заслуженный профессор в отставке в университете Калифорнии в Сан-Диего. Известен как один из основателей когнитивной лингвистики и создатель когнитивной грамматики.
Лангакер получил докторскую степень в университете Иллинойса в 1966 году. С 1966 по 2003 гг., он работал профессором лингвистики в Калифорнийском университете. С 1997 по 1999 гг. был президентом Международной ассоциации когнитивной лингвистики.

## Вклад
Основные положения когнитивной грамматики Р. Лангакера изложены в работе под названием Основы когнитивной грамматики, изданной в двух томах, и ставшей отправным пунктом для развития когнитивной лингвистики. С точки зрения когнитивной грамматики, существующие языки состоят исключительно из семантических, фонологических и символических единиц (условные сочетания фонологических и семантических единиц). Лангакер утверждает, что основной причиной появления грамматических структур являются когнитивные процессы. В своей теории Лангакер широко применяет принципы гештальтпсихологии и проводит аналогии между языковой структурой и аспектами визуального восприятия. 

## Монографии
- Foundations of Cognitive Grammar, Volume I, Theoretical Prerequisites. Ronald W. Langacker. Stanford, California: Stanford University Press, 1987. ISBN 0-8047-1261-1.
- Concept, Image, and Symbol: The Cognitive Basis of Grammar. Ronald W. Langacker. Berlin & New York: Mouton de Gruyter, 1991. ISBN 3-11-012863-2, ISBN 0-89925-820-4.
- Foundations of Cognitive Grammar, Volume II, Descriptive Application. Ronald W. Langacker. Stanford, California: Stanford University Press, 1991. ISBN 0-8047-1909-8.
- Grammar and Conceptualization. Ronald W. Langacker. Berlin & New York: Mouton de Gruyter, 1999. ISBN 3-11-016603-8.
- Cognitive Grammar: A Basic Introduction. Ronald W. Langacker. New York: Oxford University Press, 2008. ISBN 978-0-19-533196-7.